# Draft PWHL

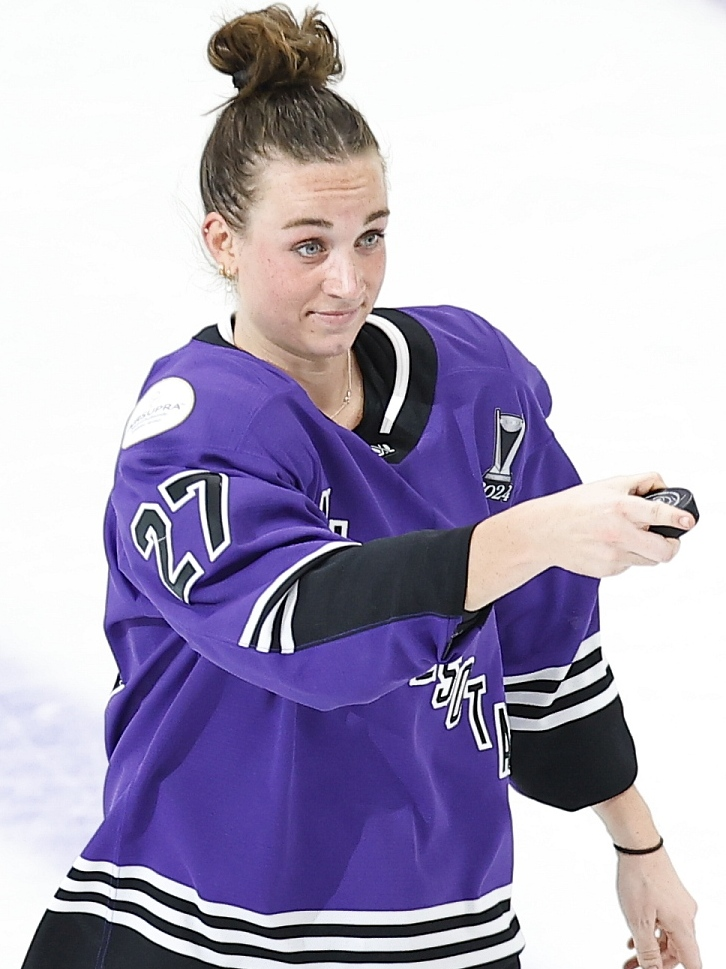
Taylor Heisová, historicky první vybraná hokejistka ve vstupním draftu PWHL

Draft PWHL (anglicky PWHL Draft) je každoroční sešlost vedení týmů hokejové ligy Professional Women's Hockey League, které si systematicky vybírají práva na hokejové hráčky, které jsou takovému draftu způsobilé. Draft PWHL se koná jednou ročně, obvykle do měsíce po skončení předchozí sezóny. Během draftu se týmy střídají ve výběru amatérských hráčů z univerzitních lig a profesionálních hráčů z evropských lig. První draft se konal roku 2023.

## Historie
První vstupní draft do PWHL se konal v září 2023. Pořadí výběrů v prvním kole bylo určeno pomocí počítačového generátoru během videokonference se všemi šesti generálními manažery týmů. Ve druhém kole bylo toto pořadí obráceno, takže tým se 6. výběrem (Montréal) obdržel také 7. výběr, zatímco v pořádí první tým (Minnesota) si podruhé vybíral až jako 12. (tedy poslední výběr ve druhém kole). Pořadí se střídalo i v každém dalším z celkem 15 kol.
V červnu 2025 se u příležitosti expanze konal první rozšiřovací draft, jehož hlavními aktéry byly nové týmy Vancouver a Seattle.

## Pořadí výběru
O držiteli první volby pro následující vstupní draft rozhodne tzv. Gold plan. Tento systém spočívá v tom, že tým, který je matematicky vyřazen z bojů o play-off, začne od následujícího zápasu získávat body pro pořadí v draftu. Tým s nejvyšším počtem těchto bodů na konci základní části získá první volbu v každém kole následujícího draftu. Pořadí ve kterém si tými hráčky vybírají zůstává v každém následujícím kole stejné.

## Pravidla způsobilosti
Pro hráčky, které jsou draftované do PWHL, neexistuje žádný minimální ani maximální věkový požadavek. Aby hráčky mohly být vybrány klubem PWHL, musí během předem určeného období deklarovat svou způsobilost pro vstupní draft. Vybrané hráčky se mohou do vstupního draftu přihlásit podruhé, pokud do dvou let nepodepíší smlouvu s klubem, který si je vybral. Žádná hráčka se nesmí hlásit na více než dva vstupní drafty.

## Seznam draftů do PWHL

### Vstupní drafty

#### 2023
| Pořadí | Hráčka                     | Vybrána týmem  |
| ------ | -------------------------- | -------------- |
| 1      | Taylor Heisová (USA)       | PWHL Minnesota |
| 2      | Jocelyne Larocqueová (CAN) | PWHL Toronto   |
| 3      | Alina Müllerová (SUI)      | PWHL Boston    |
| 4      | Ella Sheltonová (CAN)      | PWHL New York  |
| 5      | Savannah Harmonová (USA)   | PWHL Ottawa    |
| 6      | Erin Ambroseová (CAN)      | PWHL Montréal  |

| Pořadí | Hráčka                 | Vybrána týmem  |
| ------ | ---------------------- | -------------- |
| 19     | Dominika Lásková (CZE) | PWHL Montréal  |
| 41     | Aneta Tejralová (CZE)  | PWHL Ottawa    |
| 42     | Tereza Vanišová (CZE)  | PWHL Montréal  |
| 44     | Kateřina Mrázová (CZE) | PWHL Ottawa    |
| 48     | Denisa Křížová (CZE)   | PWHL Minnesota |

#### 2024
| Pořadí | Hráčka                      | Vybrána týmem        |
| ------ | --------------------------- | -------------------- |
| 1      | Sarah Fillierová (CAN)      | New York Sirens      |
| 2      | Danielle Serdachnyová (CAN) | Ottawa Charge        |
| 3      | Claire Thompsonová (CAN)    | Minnesota Frost      |
| 4      | Hannah Bilková (USA)        | Boston Fleet         |
| 5      | Cayla Barnesová (USA)       | Victoire de Montréal |
| 6      | Julia Goslingová (CAN)      | Toronto Sceptres     |

| Pořadí | Hráčka                  | Vybrána týmem    |
| ------ | ----------------------- | ---------------- |
| 7      | Daniela Pejšová (CZE)   | Boston Fleet     |
| 15     | Klára Hymlárová (CZE)   | Minnesota Frost  |
| 30     | Noemi Neubauerová (CZE) | Toronto Sceptres |

#### 2025
| Pořadí | Hráčka                     | Vybrána týmem        |
| ------ | -------------------------- | -------------------- |
| 1      | Kristýna Kaltounková (CZE) | New York Sirens      |
| 2      | Haley Winnová (USA)        | Boston Fleet         |
| 3      | Casey O'Brienová (USA)     | New York Sirens      |
| 4      | Nicole Goslingová (CAN)    | Victoire de Montréal |
| 5      | Rory Guildayová (USA)      | Ottawa Charge        |
| 6      | Kendall Cooperová (CAN)    | Minnesota Frost      |
| 7      | Michelle Karvinenová (FIN) | PWHL Vancouver       |
| 8      | Jenna Buglioniová (CAN)    | PWHL Seattle         |

| Pořadí | Hráčka                 | Vybrána týmem        |
| ------ | ---------------------- | -------------------- |
| 12     | Natálie Mlýnková (CZE) | Victoire de Montréal |

### Rozšiřovací drafty

#### 2025
| Pořadí | Hráčka                   | Vybrána z týmu       |
| ------ | ------------------------ | -------------------- |
| 1      | Ashton Bellová (CAN)     | Ottawa Charge        |
| 4      | Brooke McQuiggová (CAN)  | Minnesota Frost      |
| 5      | Abby Boreenová (USA)     | Victoire de Montréal |
| 8      | Izzy Danielová (USA)     | Toronto Sceptres     |
| 9      | Gabby Rosenthalová (USA) | New York Sirens      |
| 12     | Denisa Křížová (CZE)     | Minnesota Frost      |
| 13     | Sydney Bardová (USA)     | Boston Fleet         |

| Pořadí | Hráčka                  | Vybrána z týmu       |
| ------ | ----------------------- | -------------------- |
| 2      | Aneta Tejralová (CZE)   | Ottawa Charge        |
| 3      | Hannah Bilková (USA)    | Boston Fleet         |
| 6      | Jessie Eldridgová (USA) | Toronto Sceptres     |
| 7      | Julia Goslingová (CAN)  | Toronto Sceptres     |
| 10     | Anna Wilgrenová (USA)   | Victoire de Montréal |
| 11     | Megan Carterová (CAN)   | Toronto Sceptres     |
| 14     | Emily Brownová (USA)    | Boston Fleet         |